# Walter Sarmell
Göte Ture Walter Sarmell, född 17 februari 1910 i Snöstorps församling, Hallands län, död 29 juli 1989 i Norrköping, var en svensk skådespelare och inspicient.
Sarmell filmdebuterade 1939 i Emil A. Lingheims Kalle på Spången och kom att medverka i drygt 20 filmproduktioner. Mellan 1947 och 1952 var han gift med Harriett Philipson.

## Filmografi (urval)
- 1939 – Kalle på Spången
- 1941 – Första divisionen
- 1943 – Katrina
- 1944 – När seklet var ungt
- 1944 – Excellensen
- 1944 – Vi behöver varann
- 1947 – Rallare
- 1948 – Känn dig som hemma
- 1948 – Janne Vängmans bravader
- 1949 – Människors rike
- 1949 – Pappa Bom
- 1950 – Pimpernel Svensson
- 1950 – Medan staden sover
- 1951 – Tull-Bom
- 1951 – Så ska vi cykla
- 1953 – Dumbom

## Teater

### Roller
| År   | Roll                    | Produktion                                                                                | Regi              | Teater                      |
| ---- | ----------------------- | ----------------------------------------------------------------------------------------- | ----------------- | --------------------------- |
| 1936 | En stationskarl         | Kloka gubben Paul Sarauw                                                                  | Sigurd Wallén     | Södra Teatern               |
| 1937 | Henry Masters, chaufför | Bättre folk (The Best People) Avery Hopwood och David Gray                                | Rafael Stenius    | Vasa Teater                 |
| 1937 | Price, betjänt          | En dörr går upp (Someone at the Door) Dorothy Christie och Campbell Christie              | John Elfström     | Vasa Teater                 |
| 1937 |                         | Jungfruburen (Das Dreimäderlhaus) Franz Schubert, Alfred Maria Willner och Heinz Reichert | Rafael Stenius    | Vasa Teater                 |
| 1937 | Källarmästaren          | Kanske en diktare Ragnar Josephson                                                        | Rafael Stenius    | Vasa Teater                 |
| 1937 |                         | Sprattelgubben (Der Hampelmann) Robert Stolz, Gustav Beer och Fritz Lunzer                | Rafael Stenius    | Vasa Teater                 |
| 1938 | Medverkande             | Alltid redo, revy John Elfström                                                           | John Elfström     | Vasa Teater                 |
| 1938 | Doktor Penz             | Mogenhetsexamen (Érettségi) Ladislas Fodor                                                | Rafael Stenius    | Vasa Teater                 |
| 1938 | Dicky Lundén            | Sympatiska Simon Fridolf Rhudin och Henning Ohlsson                                       | John Elfström     | Vasa Teater                 |
| 1938 | Miguel de Santaguano    | Markisinnan (The Marquise) Noël Coward                                                    | Rafael Stenius    | Vasa Teater                 |
| 1938 | Joakim Scheel           | Daniel Hjort Josef Julius Wecksell                                                        | Rafael Stenius    | Vasa Teater                 |
| 1938 |                         | Glada änkan i 12:an Siegfried Fischer                                                     | Siegfried Fischer | Klippans sommarteater       |
| 1938 | Frasse Lund, målare     | Kökskavaljerer Siegfried Fischer                                                          | Siegfried Fischer | Mosebacketeatern            |
| 1943 | Krigsknekt 1            | Salome Oscar Wilde                                                                        | Per-Axel Branner  | Nya Teatern                 |
| 1946 | Medverkande             | Luddes expo, revy Charles Henry och Karl-Ewert                                            | Werner Ohlson     | Odeonteatern, Stockholm     |
| 1947 | Medverkande             | Nu blommar de', revy Charles Henry och Karl-Ewert                                         | Werner Ohlson     | Odeonteatern, Stockholm     |
| 1947 |                         | Tänk om jag gifter mig med August Gideon Wahlberg och Werner Ohlson                       | Werner Ohlson     | Tantolundens friluftsteater |
| 1947 | Medverkande             | Tingel-tangel, revy Charles Henry och Karl-Ewert                                          | Werner Ohlson     | Odeonteatern, Stockholm     |
| 1948 | Medverkande             | Parkera här, revy Charles Henry och Karl-Ewert                                            | Werner Ohlson     | Odeonteatern, Stockholm     |
| 1948 | Medverkande             | Välj Odéon, revy Charles Henry, Karl-Ewert och Werner Ohlson                              | Werner Ohlson     | Odeonteatern, Stockholm     |
| 1949 | Medverkande             | Färg över stan, revy Charles Henry, Karl-Ewert och Werner Ohlson                          | Werner Ohlson     | Odeonteatern, Stockholm     |
| 1949 | Medverkande             | Om ni behagar, revy Charles Henry, Harry Iseborg och Karl-Ewert                           | Werner Ohlson     | Odeonteatern, Stockholm     |
| 1956 | Herr D. I. Ogenes       | Pippi, you know, revy Stig Bergendorff och Gösta Bernhard                                 | Gösta Bernhard    | Casinoteatern               |
| 1957 | Hannibal                | Maria Gyckel-piga Stig Bergendorff och Gösta Bernhard                                     | Gösta Bernhard    | Casinoteatern               |